# 부양초등학교
부양초등학교(富陽初等學校)는 대한민국 경기도 구리시에 있는 공립 초등학교이다.

## 연혁
- 1983. 10. 05 부양국민학교 설립허가
- 1984. 06. 14 부양국민학교 개교
- 1985. 03. 02 부양국민학교 병설 유치원 개원 (1학급)
- 1999. 03. 01 부양초등학교로 개칭
- 2011. 07. 01 제40회 전국체육소년대회 우수학교 교육감 표창
- 2012. 09. 01 제10대 강종일 교장 취임
- 2014. 02. 18 제27회 졸업식 (189명, 총 7,510명)
- 2014. 03. 01 37학급 편성 (특수학급 2학급 포함, 유치원 1학급 제외)
- 2015. 02. 13 제28회 졸업식
- 2015. 03. 01 제11대 교장 공진항 취임
- 2015. 03. 01 35학급 편성 (특수학급 2학급 포함, 유치원 1학급 제외)
- 2018. 03. 01 제12대 이은상 교장 취임
- 2020. 02 .05 제33회 졸업식 (163명, 총 8,457명)

## 인접한 학교
- 구리중학교
- 구리고등학교
- 토평초등학교
- 토평중학교
- 토평고등학교

## 같이 보기
- 부양초등학교 축구단